# Kim Bok-dong

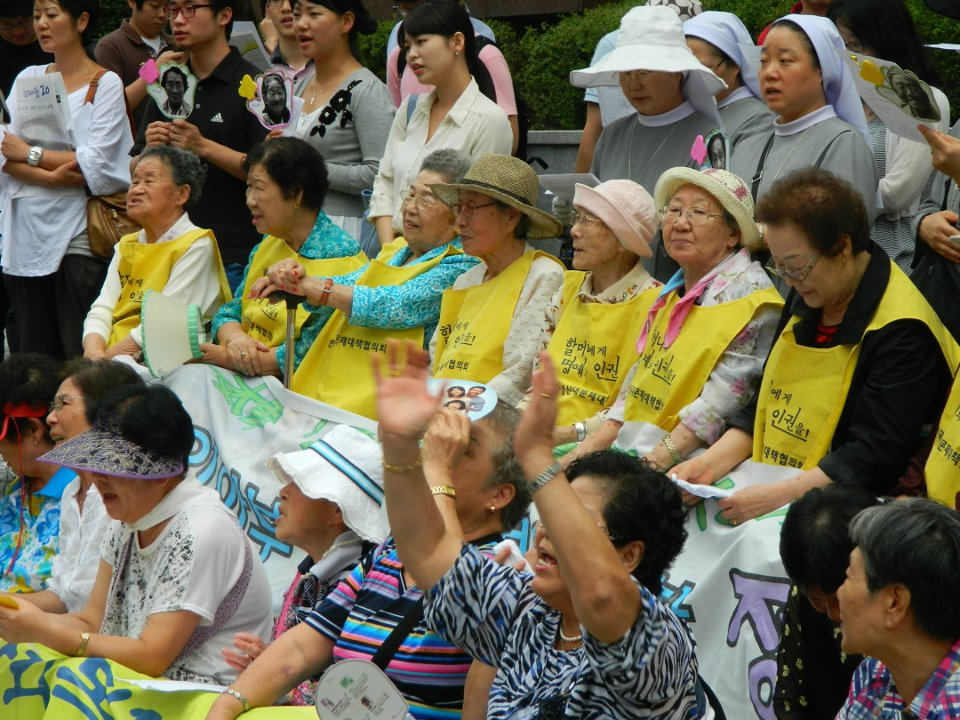
Kim Bok-dong đội mũ ngồi ở giữa, hàng thứ 2

Kim Bok-dong (19 tháng 4 năm 1926 – 28 tháng 1 năm 2019) là một trong hai mươi sáu "phụ nữ giải khuây" vẫn còn sống vào năm 2019 tại Hàn Quốc. Bà là một trong nhiều phụ nữ trẻ bị quân đội Nhật bắt làm nô lệ tình dục; một quân đội tuyển dụng phụ nữ một cách có hệ thống từ các nước thuộc địa và chiếm đóng trong thế chiến II. Từ năm 14 tuổi, cô đã bị giam giữ trong các trạm an toàn trong tám năm qua các quốc gia khác nhau ở châu Á. Những trải nghiệm của bà gợi lên trong cô ý thức nữ quyền và khiến cô trở thành một nhà hoạt động mạnh mẽ, chủ trương ngăn chặn bạo lực đối với phụ nữ và xin lỗi chính thức từ chính phủ Nhật Bản cũng như bồi thường. Ngoài ra, bản thân Kim Bok-dong cũng giúp đỡ 'những người phụ nữ thoải mái' khác và tạo ra bức tranh như một hình thức hoạt động. Kim Bok-dong sống những ngày cuối cùng trên giường bệnh viện ở Seoul, Hàn Quốc, nơi vào ngày 4 tháng 1 năm 2018, cô được Tổng thống Hàn Quốc, Moon Jae-in đến thăm.